# رباط خاکستری (مشهد)
رباط خاکستری روستایی در دهستان سرجام بخش احمدآباد شهرستان مشهد استان خراسان رضوی ایران است.

## جمعیت
بر پایه سرشماری عمومی نفوس و مسکن در سال ۱۳۹۵ جمعیت این روستا ۱۹۲ نفر (۵۹خانوار) بوده‌است.